# Buick Riviera

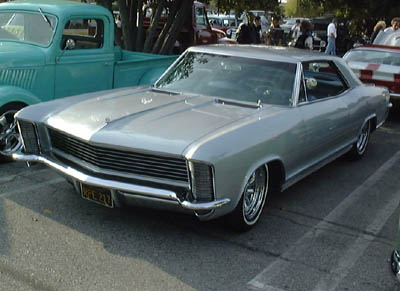
Buick Riviera från 1965.

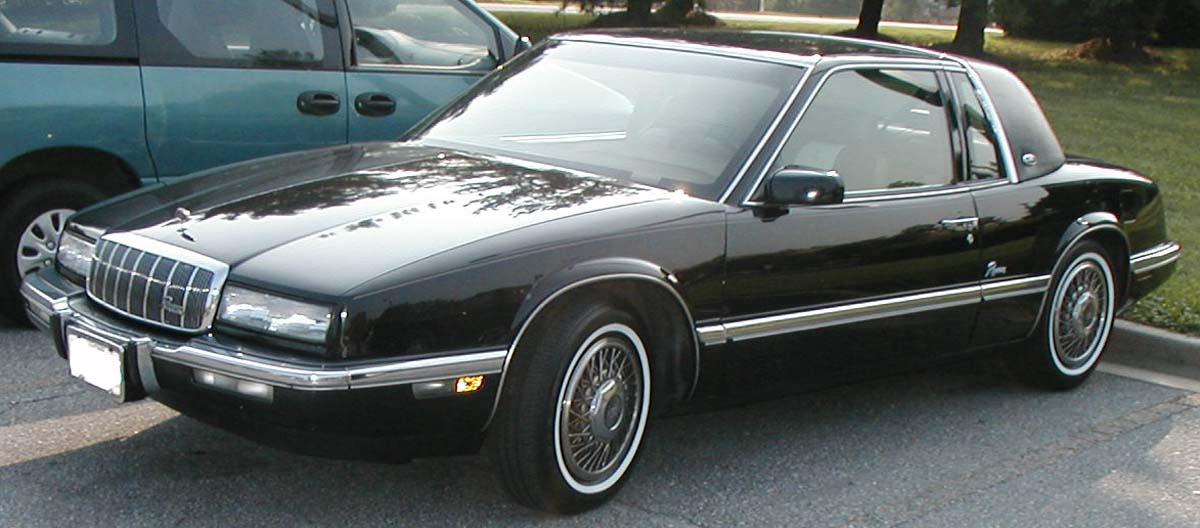
Buick Riviera från 1986-1993.

Buick Riviera är en personbil tillverkad av Buick åren 1963-1999. Modellvarianten Buick Riviera GS, tillverkad mellan 1965 och 1975, räknas till de klassiska muskelbilarna.